# المتاحف الوطنية في كينيا
المتاحف الوطنية في كينيا هي مؤسسة حكومية تدير المتاحف والمواقع والمعالم الأثرية في كينيا، وتقوم بعمل أبحاث في مجال التراث، ولديها خبرة في موضوعات تتراوح من علم الحفريات وعلم الآثار والإثنوغرافيا وأبحاث التنوع البيولوجي والحفاظ عليه. يقع مقرها الرئيسي والمتحف الوطني ( متحف نيروبي الوطني ) على تل المتحف، بالقرب من طريق أوهورو السريع بين منطقة الأعمال المركزية وويستلاندز في نيروبي.
تأسس المتحف الوطني الكيني من قبل جمعية شرق إفريقيا للتاريخ الطبيعي (EANHS) في عام 1910، وكان الهدف الرئيسي للجمعية دائمًا إجراء فحص علمي نقدي مستمر للسمات الطبيعية لموائل شرق إفريقيا، ويضم المتحف مجموعات ومعارض مؤقتة ودائمة، واليوم، يدير المتحف الوطني الكيني أكثر من 22 متحفًا إقليميًا والعديد من المواقع والمعالم الأثرية في جميع أنحاء البلاد.

## متحف نيروبي الوطني في كينيا

### متحف التاريخ الطبيعي في كينيا
تأسست جمعية التاريخ الطبيعي لشرق إفريقيا وأوغندا في عامي 1910 و1911 على يد أشخاص مهتمين بالطبيعة في شرق إفريقيا البريطانيةضمت المجموعة اثنين من قساوسة جمعية الكنيسة التبشيرية، القس هاري ليكي (والد لويس ليكي) والقس كينيث سانت أوبين روجرز، وبعض المسؤولين الحكوميين، سي دبليو هوبلي وجون أينسورث، وأطباء وأطباء أسنان وصيادي حيوانات كبيرة وأصحاب مزارع، في عام 1911 أسسوا متحف ومكتبة التاريخ الطبيعي مع أمين فخري، وتبرعت ألادينا فيسرام بالمال لبناء من طابق واحد وغرفتين.
في عام 1914، تمكنوا من تحمل تكلفة أمين متحف مدفوع الأجر، فاستعانوا بآرثر لوفريدج، عالم الزواحف، الذي وصل في مارس 1914 وركّز لوفريدج على المجموعات، وتطوّع الأعضاء للمساهمة بالعينات والعمالة والأموال، كما أداروا المتحف أثناء قتال لوفريدج مع البريطانيين في شرق أفريقيا الألمانية، وعاد لإقامة قصيرة بعد الحرب، ثم سافر إلى أمريكا، حيث أصبح أستاذًا في جامعة هارفارد.

### متحف كوريندون
كان أمين المتحف التالي هو أ.ف.ج. جيدي، نُقل المتحف إلى مبنى جديد عند تقاطع طريق الحكومة وطريق كيرك، وكان من بين المتطوعين الجدد في الجمعية السير روبرت كوريندون، حاكم كينيا، وبعد وفاته المفاجئة عام 1925، أنشأت السيدة كوريندون صندوق كوريندون التذكاري لبناء متحف أفضل للجمعية تخليدًا لذكرى زوجها، وقدمت الحكومة تبرعات مماثلة للتبرعات العامة، وفي عام 1928 بدأ البناء.
كان المبنى جاهزًا عام 1929، للأسف، لم تُوفّر غرف عمل أو مساحات تخزين، ولذلك رفضت جمعية التاريخ الطبيعي الانتقال إليه. اشترت الحكومة المتحف القديم، واستخدمت الجمعية الأموال لإضافة ثلاث غرف، وتنازلت عن مقتنياتها لأمناء المتحف، لكنها احتفظت بالمكتبة، ونُقل كل شيء إلى المتحف. تبرعت الليدي كوريندون بكتب السير روبرت إليه.
افتُتح المتحف رسميًا في 22 سبتمبر 1930، تحت اسم متحف كوريندون، وكان فيكتور جورني لوجان فان سوميرين، أحد الأعضاء، أمينًا عليه، وقد مُنح منزلًا في الموقع. في عام 1930، عُيّنت إيفلين مولوني، المعروفة باسم ني نابير، أول عالمة نبات في المتحف بعد منحة مُنحت للمتحف من قِبل إرنست كار لتمويل عملها، وخلال فترة عملها، أنشأت داخل المتحف معشبة عن نباتات شرق إفريقيا، بالإضافة إلى نشر سلسلة من الأوراق العلمية عن نباتات شرق إفريقيا.
أصبحت العلاقة بين أمناء المتحف والجمعية متوترة، ونتيجةً لذلك، عيّنت المنظمتان لجنةً تضمّ السير تشارلز بيلشر، وهو فقيه كيني، لتسوية هذه العلاقة. سلّمت اللجنة كل شيء إلى المتحف باستثناء المكتبة، مقابل دفعات سنوية للجمعية لمدة 15 عامًا.
أصبح للمتحف طاقم عمل، وانضمت إليه ماري ليكي، ثم لويس ليكي، أمينًا غير مدفوع الأجر، عام 1941، تولى ليكي المنصب بعد استقالة الدكتور فان سومرين وبعد رفض مجلس الإدارة بما في ذلك لويس إقالة بيتر بالي بسبب خلاف شخصي. كان المتحف مركزًا لعمليات ليكي. في عام 1945، عُيّن لويس أمينًا مدفوع الأجر في مبنى جديد، بعد أن أصبح المبنى القديم متهالكًا، وقام بتعزيز المعارض وفتحها للأفارقة والآسيويين بتخفيض رسوم الدخول، حتى ذلك الحين، كان المتحف للبيض فقط.
كان المتحف مقرًا لعمليات ليكي حتى عام 1961، حين أسس لويس مركز ما قبل التاريخ وعلم الحفريات على الأراضي المجاورة، ونقل إليه مقتنياته. استقال لويس ليتولى روبرت كاركاسون منصب المدير التالي.

### المتحف الوطني
حصلت كينيا على استقلالها عام 1963، وأُعيدت تسمية متحف كوريندون إلى المتحف الوطني عام 1964، وأُدرج ضمن نظام جديد، هو متاحف كينيا الوطنية. في عام 1967، كانت لدى ريتشارد ليكي خلافات لا حل لها مع لويس ليكي، صاحب عمله في المركز، فقرر تحسين المتحف الوطني، كان اعتراضه الرئيسي هو أنه لم يُضفَ عليه الطابع الكيني، وشكّل هو ومناصروه جمعية "رابطة متاحف كينيا"، التي حصلت على مقعد مراقب لريتشارد في مجلس الإدارة من كاركاسون مقابل مساهمة قدرها 5000 جنيه إسترليني. لم يُجرِ ريتشارد الكثير من المراقبة، إذ غادر في أول رحلة استكشافية لجبل أومو.
ضمّت رابطة متاحف كينيا جويل أوجال، المشرف الحكومي على المتحف، لدى عودته من أومو، قدّم ريتشارد أفكاره للتحسين مباشرةً إلى جويل، الذي طلب من رئيس مجلس الإدارة، السير فرديناند كافنديش-بنتينك، تعيين ريتشارد في منصب قيادي والبدء باستبدال المجلس بكينيين من أصل كيني، حيث لم يكن هناك سوى اثنين من أصل 16 عضوًا في هذه الفئة، وستكون عقوبة التقاعس عن العمل هي قطع التمويل الحكومي.
عُرض على ريتشارد في البداية منصب تنفيذي بدوام جزئي، فرفضه، وخلال الأشهر القليلة التالية، استُبدل معظم أعضاء المجلس، وفي مايو 1968، عرض المجلس الجديد على ريتشارد منصبًا دائمًا كمدير إداري، مع الاحتفاظ بكاركاسون مديرًا علميًا، إلا أن كاركاسون استقال، وأصبح ريتشارد مديرًا.

### معرض المجتمعات العرقية الكينية
يحتوي هذا المعرض على أعمال فنية للفنانة جوي آدمسون تصور مجتمعات كينية مختلفة بالزي التقليدي.

### الأحداث والمرافق الحديثة
في 15 أكتوبر 2005، أُغلقت صالات عرض متحف نيروبي حتى ديسمبر 2007 لإجراء برنامج إعادة بناء شامل، وكان هذا أول تجديد رئيسي لمتحف نيروبي منذ عام 1930، وتم بناء مبنى إداري جديد ومركز تجاري، كما تم تحسين التخطيط العمراني للمتحفأعيد افتتاح المتحف في يونيو 2008، ويضم معارض مؤقتة ودائمة.
يضم المتحف أيضًا حديقة نيروبي للأفاعي والحديقة النباتية ومسارًا طبيعيًا. ويضم الجناح التجاري للمتحف مطاعم ومتاجر.

## شخصيات بارزة
- فريدا نكيروتي، رئيسة التراث الثقافي السابقة.[6]
- ليديا جاتوندو جالافو، أمينة الفن المعاصر.[7]

## متاحف أخرى
المتاحف والمواقع والمعالم الأثرية الأخرى التي تديرها مؤسسة NMK، بما في ذلك مناطق الجذب السياحي البيئي هي:
- معرض نيروبي، نيروبي
- حدائق أوهورو، نيروبي
- معهد أبحاث الرئيسيات، نيروبي
- حصن يسوع، مومباسا
- أطلال جيدي، جيدي، بالقرب من ماليندي
- موقع ومتحف هيراكس هيل لما قبل التاريخ، بالقرب من ناكورو
- جومبا لا متوانا، متوابا، بالقرب من مومباسا
- متحف كبارنت، كبارنت
- كاكابيل روكشيلتر، جبل إلغون
- متحف كارين بليكسن، نيروبي
- متحف كابينجوريا، كابينجوريا
- متحف كارياندوسي بالقرب من جيلجيل
- متحف كيسومو، كيسومو
- متحف كيتالي، كيتالي
- منتديات كوبي، في حديقة سيبيلوي الوطنية
- متحف لامو، لامو
- متحف ميرو، ميرو
- متحف نييري، نييري
- متحف ماليندي، ماليندي
- أطلال مناراني، كيليفي
- متحف ناروك، ناروك
- حصن سييو، جزيرة باتي
- أطلال تاكوا، جزيرة ماندا
- ثيمليش أوهينغا، 45 كم غرب ميغوري